# Liste der Kulturdenkmale in Roda (Frohburg)
In der Liste der Kulturdenkmale in Roda sind die Kulturdenkmale des Frohburger Ortsteils Roda verzeichnet, die bis Juni 2024 vom Landesamt für Denkmalpflege Sachsen erfasst wurden (ohne archäologische Kulturdenkmale). Die Anmerkungen sind zu beachten.
Diese Aufzählung ist eine Teilmenge der Liste der Kulturdenkmale in Frohburg.

## Roda
| Bild                                    | Bezeichnung | Lage                             | Datierung                                                                                                 | Beschreibung | ID       |
| --------------------------------------- | --- | -------------------------------- | --- | --- | -------- |
| Weitere Bilder                          | Dorfkirche Roda (Sachgesamtheit) | Rodaer Dorfstraße (Karte)        | 15. Jahrhundert                                                                                           | Sachgesamtheit Dorfkirche Roda, mit den Einzeldenkmalen: Kirche mit Grabmalen und Keramikplatte für die Gefallenen des Ersten Weltkrieges sowie Kirchhofmauer (09259499) und Kirchhof als Sachgesamtheitsteil; baugeschichtlich, ortshistorisch und ortsbildprägend von Bedeutung, ursprünglich romanische Chorturmkirche mit vollständiger Jugendstil-Ausstattung von 1905, mehreren in die Außenwand eingemauerten barocken Grabsteinen aus Sandstein, in der Vorhalle eingemauerte Keramikplatte für die Gefallenen des Ersten Weltkrieges (aus der Werkstatt Kurt Feuerriegels), Kirchhof mit hoher Bruchsteinmauer | 09301930 |
| Weitere Bilder                          | Kirche mit Grabmalen und Denkmal für die Gefallenen des Ersten Weltkrieges (im Kircheninneren) sowie Kirchhofsmauer (Einzeldenkmale der Sachgesamtheit 09301930) | Rodaer Dorfstraße (Karte)        | 15. Jahrhundert (Kirche); Ende 15. Jahrhundert (Sakramentsnische); 1905 (Kirchenfenster, Orgel und Altar) | Einzeldenkmale der Sachgesamtheit Dorfkirche Roda; baugeschichtlich, ortshistorisch und ortsbildprägend von Bedeutung. Ursprünglich romanische Chorturmkirche mit vollständiger Jugendstil-Ausstattung, mehreren in die Außenwand eingemauerten barocken Grabsteinen aus Sandstein, in der Vorhalle eingemauerte Keramikplatte für die Gefallenen des Ersten Weltkrieges (aus der Werkstatt Kurt Feuerriegels) Jugendstil-Ausstattung von 1905, Altaraufsatz, Emporenbemalung, jugendstilige Leuchter, großer Leuchter in der Vierung, Bemalung der Gewölbe und des Chores, Bleiglasfenster.                            | 09259499 |
| Direkt Bild zu diesem Denkmal hochladen | Stallgebäude, weiteres Seitengebäude (ehemaliges Torhaus) und Torbogen eines Vierseithofes                                                                       | Rodaer Dorfstraße 1 (Karte)      | Bezeichnet mit 1835                                                                                       | Bau- und wirtschaftsgeschichtlich von Bedeutung, Torhaus mit zugesetzter Durchfahrt und Schlussstein. Vierseithof mit Toranlage, Torhaus mit zugesetzter Durchfahrt und Schlussstein bezeichnet 1835, Wohngebäude mit verputztem Fachwerk, stark verändert. | 09255724 |
| Direkt Bild zu diesem Denkmal hochladen | Häuslerhaus | Rodaer Dorfstraße 14 (Karte)     | Mitte 19. Jahrhundert                                                                                     | Sozialgeschichtlich von Bedeutung, Obergeschoss Fachwerk mit Fachwerk-Obergeschoss, Tür mit Schlussstein | 09257599 |
| Direkt Bild zu diesem Denkmal hochladen | Seitengebäude (mit Oberlaube) eines Vierseithofes | Rodaer Dorfstraße 15 (Karte)     | Um 1800                                                                                                   | Bau- und wirtschaftsgeschichtlich von Bedeutung, Fachwerkbau mit seltener Obergeschosslaube | 09255206 |
| Direkt Bild zu diesem Denkmal hochladen | Seitengebäude (mit Galerie) eines ehemaligen Vierseithofes | Rodaer Dorfstraße 21 (Karte)     | 1. Viertel 19. Jahrhundert                                                                                | Baugeschichtlich von Bedeutung, Fachwerkbau mit bemerkenswerter Obergeschossgalerie. Galerie vorkragend, mit Außentreppe. Anbau mit Andreaskreuzen und Mannfiguren. | 09255477 |
| Direkt Bild zu diesem Denkmal hochladen | Wohnstallhaus eines Bauernhofes | Rodaer Dorfstraße 22a (Karte)    | Um 1820                                                                                                   | Baugeschichtlich von Bedeutung, mit reich gestaltetem Fachwerk-Obergeschoss. Hof nicht begehbar. Giebelständig zur Straße mit Ziergarten und Porphyrtuffpfosten. | 09255762 |
| Direkt Bild zu diesem Denkmal hochladen | Häuslerhaus | Rodaer Dorfstraße 23 (Karte)     | 1. Hälfte 19. Jahrhundert                                                                                 | Sozialgeschichtlich von Bedeutung, Obergeschoss Fachwerk. Mit Fachwerk-Obergeschoss, Fenster und Türen im Erdgeschoss mit Porphyrtuffgewänden, Giebelseite verputzt mit angeschleppten Anbau. | 09257595 |
| Direkt Bild zu diesem Denkmal hochladen | Vierseithof (vermutlich ehemaliger Pfarrhof) mit Wohnstallhaus, zwei Seitengebäuden und Scheune                                                                  | Rodaer Dorfstraße 26 (Karte)     | Anfang 19. Jahrhundert (Wohnstallhaus); nach 1850 (Seitengebäude)                                         | Bau- und ortsgeschichtlich von Bedeutung, Wohnhaus als Fachwerkbau, dorfbildprägende Hofanlage. Stattlicher Vierseithof, Wohnstallhaus Fachwerk-Obergeschoss, im Erdgeschoss mit Lehmziegeln, Stallteil Bruchstein. zwei Eingänge mit Porphyrtuffgewände und Schlusssteinen. Frühes 19. Jahrhundert oder älter. Übrige Gebäude nach Mitte des 19. Jahrhunderts, massiv verputzt, Stallgebäude mit Kumthalle, Scheune mit zwei Sonnentoren, Seitengebäude mit prägender Giebelgestaltung. | 09255069 |
| Direkt Bild zu diesem Denkmal hochladen | Wohnstallhaus eines Bauernhofes | Rodaer Dorfstraße 27 (Karte)     | Um 1840                                                                                                   | Baugeschichtlich von Bedeutung, Fachwerkbau mit Fachwerkobergeschoss, im Erdgeschoss Porphyrtuffgewände, Eingang mit gerader Bedachung und originaler Kassettentür, nördlicher Stallanbau mit Fachwerkobergeschoss und verschiefertem Giebel | 09258101 |
| Direkt Bild zu diesem Denkmal hochladen | Ehemalige Schule, mit Nebengebäude | Rodaer Dorfstraße 28 (Karte)     | Um 1870                                                                                                   | Ortsgeschichtlich von Bedeutung, prägender Bestandteil des Kirchhügels. Fenster und Eingangstür mit Porphyrtuffrahmung, Giebelseite mit profilierten Gesimsen, Türfüllung original, übergiebelter Seitenrisalit. | 09259156 |
| Direkt Bild zu diesem Denkmal hochladen | Häusleranwesen, bestehend aus Wohnhaus und Seitengebäude | Rodaer Dorfstraße 29 (Karte)     | Mitte 19. Jahrhundert                                                                                     | Sozialgeschichtlich von Bedeutung, Fachwerk-Obergeschoss, straßenbildprägend, Lehmausfachung | 09257438 |
| Direkt Bild zu diesem Denkmal hochladen | Vierseithof mit Seitengebäude (Torhaus), Wohnstallhaus, zweitem Seitengebäude und Scheune sowie Hofpflasterung                                                   | Rodaer Dorfstraße 33 (Karte)     | Bezeichnet mit 1809                                                                                       | Fachwerkbauten, alter Hofpflasterung, schöne und annähernd authentisch erhaltene Hofanlage des frühen 19. Jahrhunderts, bau- und wirtschaftsgeschichtlich von Bedeutung. Torhaus mit großem und kleinem Torbogen und Schlussstein datiert mit „1809“. Kleines Tor mit originaler Füllung. Alle Gebäude mit Fachwerk-Obergeschoss. Wohnhaus mit verbreiterten Fenstern, Stall mit Durchfahrt. | 09255710 |
| Direkt Bild zu diesem Denkmal hochladen | Wohnhaus, Seitengebäude (mit Oberlaube), zweites Seitengebäude, Hofpflasterung und Toreinfahrt eines ehemaligen Vierseithofes                                    | Rodaer Dorfstraße 40 (Karte)     | 1. Hälfte 19. Jahrhundert                                                                                 | Bau- und wirtschaftsgeschichtlich von Bedeutung, Fachwerkbauten, schöne geschlossen wirkende Hofanlage, Seitengebäude mit seltener Oberlaube. Wohnhaus straßenseitig durch Anbau verändert, Giebel verbrettert. Seitengebäude mit Oberlaube und Schößchenfenster, alle Gebäude mit Fachwerk-Obergeschoss. Toreinfahrt als Torbogen, Tor mit Sonnenmotiv. Schöne geschlossen wirkende Hofanlage, teilweise mit originaler Pflasterung. | 09255883 |
| Direkt Bild zu diesem Denkmal hochladen | Wohnhaus (Umgebinde), zwei Seitengebäude (mit Oberlauben) und Toranlage eines ehemaligen Vierseithofes                                                           | Rodaer Dorfstraße 46 (Karte)     | 18. Jahrhundert                                                                                           | Fachwerkbauten, Wohnhaus als regionaltypisches Umgebindehaus (Seltenheitswert), beide Stallgebäude mit bemerkenswerter Oberlaube, schöner erhaltener Hof des 18. Jahrhunderts, bau-, haus- und wirtschaftsgeschichtlich von Bedeutung. Türen und Fenster des Erdgeschosses mit Porphyrtuffrahmung. Wohnhaus straßenseitig durch Anbau verändert, jedoch in das Gesamtbild integriert. Anbau zweite Hälfte 19. Jahrhundert. | 09256871 |
| Direkt Bild zu diesem Denkmal hochladen | Wohnhaus (Nr. 48) und Seitengebäude (Nr. 52) eines ehemaligen Vierseithofes                                                                                      | Rodaer Dorfstraße 48, 52 (Karte) | Anfang 19. Jahrhundert (Wohnhaus); Giebel um 1880 (Wohnhaus)                                              | Bau- und wirtschaftsgeschichtlich von Bedeutung, mit Fachwerk-Obergeschoss, straßenbildprägend durch aufwendige Giebelgestaltung. - Wohnhaus: Hofseite Fachwerk, Straßengiebel mit aufwendiger Gestaltung um 1880, im Kern älter, Außenseite verputzt. - Stall: Hofseite Fachwerk verkleidet, Außenseite sichtbar. - Torhaus (kein Denkmal): Anfang 20. Jahrhundert | 09257513 |
| Direkt Bild zu diesem Denkmal hochladen | Wohnstallhaus (Nr. 51) und Seitengebäude (Nr. 53) eines Vierseithofes                                                                                            | Rodaer Dorfstraße 51, 53 (Karte) | Um 1820 (Seitengebäude); bezeichnet mit 1873 (Wohnstallhaus)                                              | Bau-, wirtschafts- und sozialgeschichtlich von Bedeutung, Stallgebäude mit Fachwerk-Obergeschoss. Gründerzeitliches Wohnstallhaus mit straßenbildwirksamem dreiachsigem Giebel Fenster und Tür mit Porphyrtuffrahmung. Im Giebel Drillingsfenster und Tür mit geradem Sturz und Inschrift „1873“. Hof mit originaler Pflasterung und Brunnenpodest. | 09255775 |
| Weitere Bilder                          | Gasthof Roda | Rodaer Dorfstraße 55 (Karte)     | 1859 | Alter Dorfgasthof, annähernd authentischer Bau aus der Mitte des 19. Jahrhunderts, zusammen mit Fachwerk-Nachbarhaus prägend am Ortsausgang, ortsgeschichtlich von Bedeutung. Zweigeschossiges Gebäude mit Zwerchhaus, daran anschließend von der Straße zurückgesetzt Saalanbau, Fenster und Tür mit Porphyrtuffgewänden, in der Tür Datierung „1859“' und Namenszug „Webel“. | 09256515 |
| Direkt Bild zu diesem Denkmal hochladen | Wohnhaus | Rodaer Dorfstraße 55 (Karte)     | Anfang 19. Jahrhundert, Umbau bezeichnet mit 1877                                                         | Bau- und ortsgeschichtlich von Bedeutung, Fachwerkbau, wahrscheinlich Teil des benachbarten alten Gasthofes. Mit Fachwerk-Obergeschoss, Tür und Fenster im Erdgeschoss mit Porphyrtuffrahmung, Tür mit gerader Bedachung, datiert 1877 mit Initialen W.P. mit Hufeisen. | 09257510 |
| Direkt Bild zu diesem Denkmal hochladen | Häuslerhaus | Rodaer Dorfstraße 60 (Karte)     | Mitte 19. Jahrhundert                                                                                     | Sozialgeschichtlich von Bedeutung, straßenbildprägender Fachwerkbau. Mit Fachwerk-Obergeschoss, Fachwerk noch mit Lehmausfachung. | 09257291 |
| Direkt Bild zu diesem Denkmal hochladen | Ehemaliges Chausseehaus | Rodaer Dorfstraße 63 (Karte)     | Um 1830                                                                                                   | Bau- und regionalgeschichtlich von Bedeutung, mit Säulenvorhalle und verzierter Kassettentür aus der Entstehungszeit. Zweigeschossig, mit Krüppelwalmdach. Fenster erneuert. Erbaut nach Fertigstellung der Königlich-Sächsischen Chaussee 1830. | 09256758 |
| Direkt Bild zu diesem Denkmal hochladen | Ehemaliger Vierseithof mit Wohnhaus, zwei Seitengebäuden und Hofpflasterung                                                                                      | Südliche Dorfstraße 1 (Karte)    | 1. Hälfte 19. Jahrhundert                                                                                 | Bau-, sozial- und wirtschaftsgeschichtlich von Bedeutung, überwiegend authentisch erhaltener Bauernhof in Fachwerkbauweise. Mit Fachwerk-Obergeschossen, Wohnhaus u. a. im Erdgeschoss verändert, übrige Gebäude mit Krüppelwalmdach, Lehmausfachung. In alter Scheune eingemauerter Schlussstein bezeichnet 1807. Alte Hofpflasterung. Scheune vor 2009 abgebrochen. | 09259791 |
| Direkt Bild zu diesem Denkmal hochladen | Wohnstallhaus (mit Backhausanbau) und Seitengebäude (mit Oberlaube) eines ehemaligen Vierseithofes                                                               | Südliche Dorfstraße 10 (Karte)   | 1. Hälfte 19. Jahrhundert                                                                                 | Bau- und wirtschaftsgeschichtlich von Bedeutung, straßenbildprägend und bedeutsam durch weitgehende Authentizität, mit seltener Oberlaube. Zur Straßenseite noch zwei Schösschenfenster erhalten. Fenster und Türen in Porphyrtuffrahmung. Wohnstallhaus mit Fachwerk, Erdgeschoss Bruchstein, weit überkragendes Dach, straßenseitiger Backofenanbau. | 09256775 |
| Direkt Bild zu diesem Denkmal hochladen | Vierseithof mit Seitengebäude (Torhaus), Wohnhaus, Scheune und zweitem Seitengebäude (mit Oberlaube) sowie Hofpflasterung                                        | Südliche Dorfstraße 14 (Karte)   | Um 1830                                                                                                   | Bau-, wirtschafts- und sozialgeschichtlich von Bedeutung, Fachwerkbauten, Stall mit seltener Oberlaube. Mit Fachwerk-Obergeschoss, Außenseiten verputzt, Hofseite annähernd original erhalten. Siebenbogige Oberlaube, Scheune mit Durchfahrt. originale Hofpflasterung, Heiste. | 09255763 |
| Direkt Bild zu diesem Denkmal hochladen | Wohnhaus, Scheune, Seitengebäude (mit Kumthalle) sowie Hofpflasterung eines Vierseithofes                                                                        | Südliche Dorfstraße 16 (Karte)   | 1. Hälfte 18. Jahrhundert (Bauernhaus); 1. Hälfte 19. Jahrhundert (Scheune)                               | Bau-, wirtschafts- und sozialgeschichtlich von Bedeutung, Fachwerkbauten. Wohnhaus mit altertümlicher Fachwerkkonstruktion (Kopfstreben, Thüringer-Leiter-Fachwerk) mit Fachwerk-Obergeschoss, Wohnhaus und Pferdestall mit erhaltenen Schößchenfenstern, originale Hofpflasterung. Wohnhaus durch Breitfenster verändert. | 09255761 |

## Tabellenlegende
- Bild: Bild des Kulturdenkmals, ggf. zusätzlich mit einem Link zu weiteren Fotos des Kulturdenkmals im Medienarchiv Wikimedia Commons. Wenn man auf das Kamerasymbol klickt, können Fotos zu Kulturdenkmalen aus dieser Liste hochgeladen werden:
- Bezeichnung: Denkmalgeschützte Objekte und ggf. Bauwerksname des Kulturdenkmals
- Lage: Straßenname und Hausnummer oder Flurstücknummer des Kulturdenkmals. Die Grundsortierung der Liste erfolgt nach dieser Adresse. Der Link (Karte) führt zu verschiedenen Kartendiensten mit der Position des Kulturdenkmals. Fehlt dieser Link, wurden die Koordinaten noch nicht eingetragen. Sind diese bekannt, können sie über ein Tool mit einer Kartenansicht einfach nachgetragen werden. In dieser Kartenansicht sind Kulturdenkmale ohne Koordinaten mit einem roten bzw. orangen Marker dargestellt und können durch Verschieben auf die richtige Position in der Karte mit Koordinaten versehen werden. Kulturdenkmale ohne Bild sind an einem blauen bzw. roten Marker erkennbar.
- Datierung: Baubeginn, Fertigstellung, Datum der Erstnennung oder grobe zeitliche Einordnung entsprechend des Eintrags in der sächsischen Denkmaldatenbank
- Beschreibung: Kurzcharakteristik des Kulturdenkmals entsprechend des Eintrags in der sächsischen Denkmaldatenbank, ggf. ergänzt durch die dort nur selten veröffentlichten Erfassungstexte oder zusätzliche Informationen
- ID: Vom Landesamt für Denkmalpflege Sachsen vergebene, das Kulturdenkmal eindeutig identifizierende Objekt-Nummer. Der Link führt zum PDF-Denkmaldokument des Landesamtes für Denkmalpflege Sachsen. Bei ehemaligen Kulturdenkmalen können die Objektnummern unbekannt sein und deshalb fehlen bzw. die Links von aus der Datenbank entfernten Objektnummern ins Leere führen. Ein ggf. vorhandenes Icon  führt zu den Angaben des Kulturdenkmals bei Wikidata.